# Peter Sutherland
Pour les articles homonymes, voir Sutherland.
Peter Denis Sutherland, né le 25 avril 1946 à Foxrock dans le comté de Dun Laoghaire-Rathdown (Irlande) et mort le 7 janvier 2018 à Dublin, était un homme politique et un homme d'affaires irlandais.
Depuis janvier 2006, il était le représentant spécial du secrétaire général des Nations unies pour les migrations internationales. Très actif au niveau international, il a été notamment commissaire européen à la concurrence (1985-1989), secrétaire-général fondateur de l'Organisation mondiale du commerce (OMC) (1993-1995) et président de Goldman Sachs International (2005-2015). Artisan des grandes libéralisations de l'Union européenne, il a aussi été qualifié de « père de la mondialisation ».

## Biographie

### Formation et carrière en Irlande
Élève chez les jésuites du collège Gonzaga à Ranelagh, Peter Sutherland étudie le droit civil au University Collège de Dublin puis au King's Inns, toujours à Dublin.
Il commence à plaider au barreau de Dublin avant d'être nommé en 1981 et jusqu'en 1984 procureur général d'Irlande (en).

### Carrière internationale
De 1985 à 1989, Peter Sutherland a été en poste à Bruxelles en tant que commissaire responsable de la politique de concurrence. Il renforça considérablement la politique de la concurrence communautaire en attaquant plus vigoureusement les aides d'Etat et en initiant la libéralisation du transport aérien et des télécommunications. Il s'opposa à Jacques Delors sur plusieurs dossiers d'aide d'Etat concernant la France.
Entre 1989 et 1993, Peter Sutherland a été président de Allied Irish Banks. Il fut directeur général du GATT et de l’OMC de 1993 à 1995.
Il fut membre du directoire d’Investor AB jusqu’au 11 avril 2005, et de celui d’Ericsson (dont il fut directeur en 1996) jusqu’au 4 mars 2004. Il a aussi été administrateur de alibaba.com, société qu’il dirigea en 2000.
Il est président de l’European Policy Centre, de Goldman Sachs International (depuis 1995), de BP (British Petroleum) (1997-2009), et aussi de la section Europe de la Commission Trilatérale (2001-2010). Il est aussi directeur non exécutif de la Royal Bank of Scotland. au cours de son mandat chez Goldman Sachs, la banque d'affaires a remporté de nombreux contrats dans son pays natal, l'Irlande, le plus récent remporté le rôle de conseiller le gouvernement pour la vente de la banque nationalisée AIB.
Peter Sutherland est aussi le représentant honoraire pour l'Union européenne du Conseil économique transatlantique.
De 2006 à sa mort, il exerce la fonction de représentant spécial du Secrétaire général des Nations unies pour les migrations internationales. De 2015 à 2017, il est directeur de la Commission International Catholique sur la Migration (ICMC). A son entrée en fonction, il note que la commission a un rôle à jouer pour engager plus activement l'Église catholique dans les questions de migration.
Dans sa fonction comme envoyé spécial des Nations unies, Peter Sutherland a proposé aux États de l'Union européenne de « miner » ou d'« affaiblir » leur homogénéité nationale car la prospérité future des États dépendra, selon lui, de leur ouverture internationale.
Il a été membre du comité directeur du groupe Bilderberg.
Il prend position contre la sortie du Royaume-Uni de l'Union européenne. Dans le Financial Times, il écrit que « L’un des paradoxes les plus désolants au sujet d’un éventuel “Brexit” est que Londres a remporté un grand succès en façonnant une Union européenne libre-échangiste à sa propre image. »

## Distinctions
- Grand-croix de l'ordre de l'Infant Dom Henri
- Chevalier de la Légion d'honneur
- Commandeur du Ouissam alaouite